# Cytinus capensis
Cytinus capensis là một loài thực vật có hoa trong họ Cytinaceae. Loài này được Marloth mô tả khoa học đầu tiên năm 1912.